# Time Team
Time Team („Echipa timpului”) este un serial britanic de televiziune difuzat de Channel 4 din anul 1994. Creat de producătorul de televiziune Tim Taylor și prezentat de actorul Tony Robinson, fiecare episod prezintă o echipă de specialiști executând săpături arheologice de-a lungul unei perioade de trei zile, Tony Robinson explicând telespectatorilor etapele și procedurile in termeni simpli și ușor de înțeles. Componența echipei de specialiști s-a schimbat pe parcursul seriilor de episoade dar a inclus cu rol permanent arheologi profesioniști precum Mick Aston, Carenza Lewis, Francis Pryor și Phil Harding. Siturile arheologice excavate se situează într-un interval de datare între Paleolitic și Al Doilea Război Mondial.
Seria finală, cea cu numarul 20, filmată între ianuarie și martie 2013, a fost difuzată în 2013, conform anunțului făcut de Channel 4 în octombrie 2012, un număr de episoade speciale fiind planificate pentru anul 2014.

## Format
O echipă de arheologi, de obicei condusă de Mick Aston sau Francis Pryor (ulterior conducând săpăturile de la obiective din Epoca Bronzului și Epoca Fierului) și incluzând arheologul de teren Phil Harding, se întrunește la un sit arheologic situat de obicei in Marea Britanie. Situl selectat este adesea sugestia unui membru al publicului telespectator care are știință despre un mister arheologic nerezolvat sau deține o proprietate care nu a fost cercetată dar prezintă un potențial interesant. Time Team acoperă cât mai mult posibil cercetările din punct de vedere arheologic și istoric ale sitului într-o perioadă de trei zile.
La începutul programului, Tony Robinson explică în fața camerei motivele prezenței echipei la respectivul sit și, pe parcursul săpăturilor, încurajează cu entuziasm arheologii să justifice și să explice deciziile, descoperirile și concluziile. El încearcă să se asigure că totul este inteligibil publicului neinițiat în detaliile tehnice ale arheologiei.
Săpăturile arheologice nu au doar rolul de a delecta telespectatorii. Tony Robinson susține că arheologii implicați in proiectul Time Team au publicat mai multe lucrări științifice legate de cercetările siturilor din programul TV decât toate departamentele universităților britanice puse la un loc, pe aceeași perioadă de timp și că, exact în 2013, programul a devenit cel mai mare finanțator din țară în domeniul arheologiei.

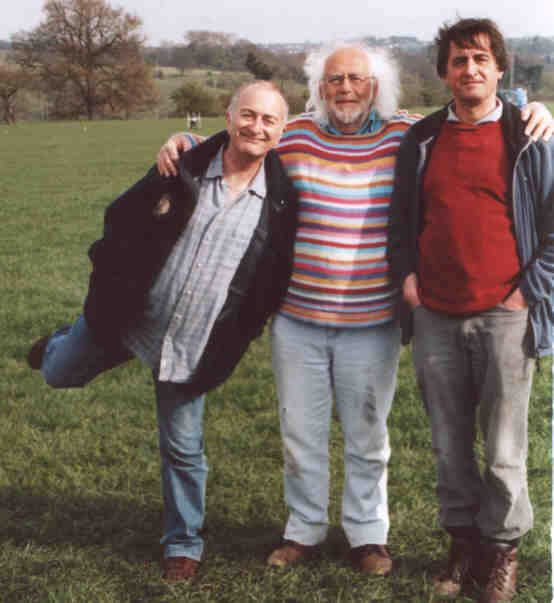
De la stânga la dreapta: Tony Robinson, Mick Aston și Guy de la Bédoyère

Time Team s-a dezvoltat dintr-un serial anterior de la Channel 4, Time Signs, difuzat prima dată în 1991. Produsă tot de Taylor, Time Signs îi prezenta pe Aston și Harding, ambii apărând ulterior în Time Team. Urmare a anulării emisiunii, Taylor a dezvoltat un format mai atractiv născându-se astfel Time Team, pe care Channel 4 l-a selectat difuzând prima serie în 1994. Time Team a beneficiat de mai multe ediții speciale pe parcurs, inclusiv Time Team Extra (1998), History Hunters (1998-1999) și Time Team Digs (1997-2006), în vreme ce au fost publicate câteva cărți derivate din acest proiect. Serialul include și episoade speciale, adesea documentare despre istorie si arheologie, precum și episoade live. Time Team America, versiunea din Statele Unite a emisiunii, a fost lansată în 2009 de canalul PBS în coproducție cu Oregon Public Broadcasting și Videotext/C4i. Programul a fost exportat în peste 36 de țări
În februarie 2012 a fost anunțată retragerea expertului Mick Aston care a renunțat din cauza schimbărilor de format ale emisiunii. Schimbările disputate includeau angajarea în calitate de co-prezentator a unui fost model (Mary Ann Ochota) și eliminarea din distribuție a altor arheologi, lucruri considerate ca fiind „planuri de amputare a chestiunilor informative despre arheologie”.
„ A sosit vremea să plec. Nu am făcut vreodată bani din asta dar am pus mult suflet aici. Sunt foarte, foarte supărat pe asta.”— Mick Aston
Producătorul Time Team, Tim Taylor, a lansat un comunicat ca răspuns, prin care afirma că îngrijorările exprimate de Mick Aston sunt de o mare importanță pentru el, iar unele au fost preîntâmpinate și că „Mick nu și-a spus ultimul cuvânt în cadrul emisiunii”.

## Alți membri ai echipei
Distribuția regulată a echipei îi include pe:
- Stewart Ainsworth, arheologia peisajului]
- John Gater, cercetare geofizică în arheologie
- Henry Chapman, topograf
- Victor Ambrus, grafician

Distribuția originală a Time Team din 1994 a fost modificată de-a lungul anilor. Istoricul Robin Bush a fost membru permanent în primele nouă serii, implicându-se în serial prin intermediul îndelungii sale prietenii cu Mick Aston. În 2005, Carenza Lewis a părăsit Time Team dedicându-se altor priorități și a fost înlocuită de specialistul în cultura anglo-saxonă Helen Geake, iar istoricul în arhitectură Beric Morley a apărut în zece episoade difuzate între 1995 și 2002.

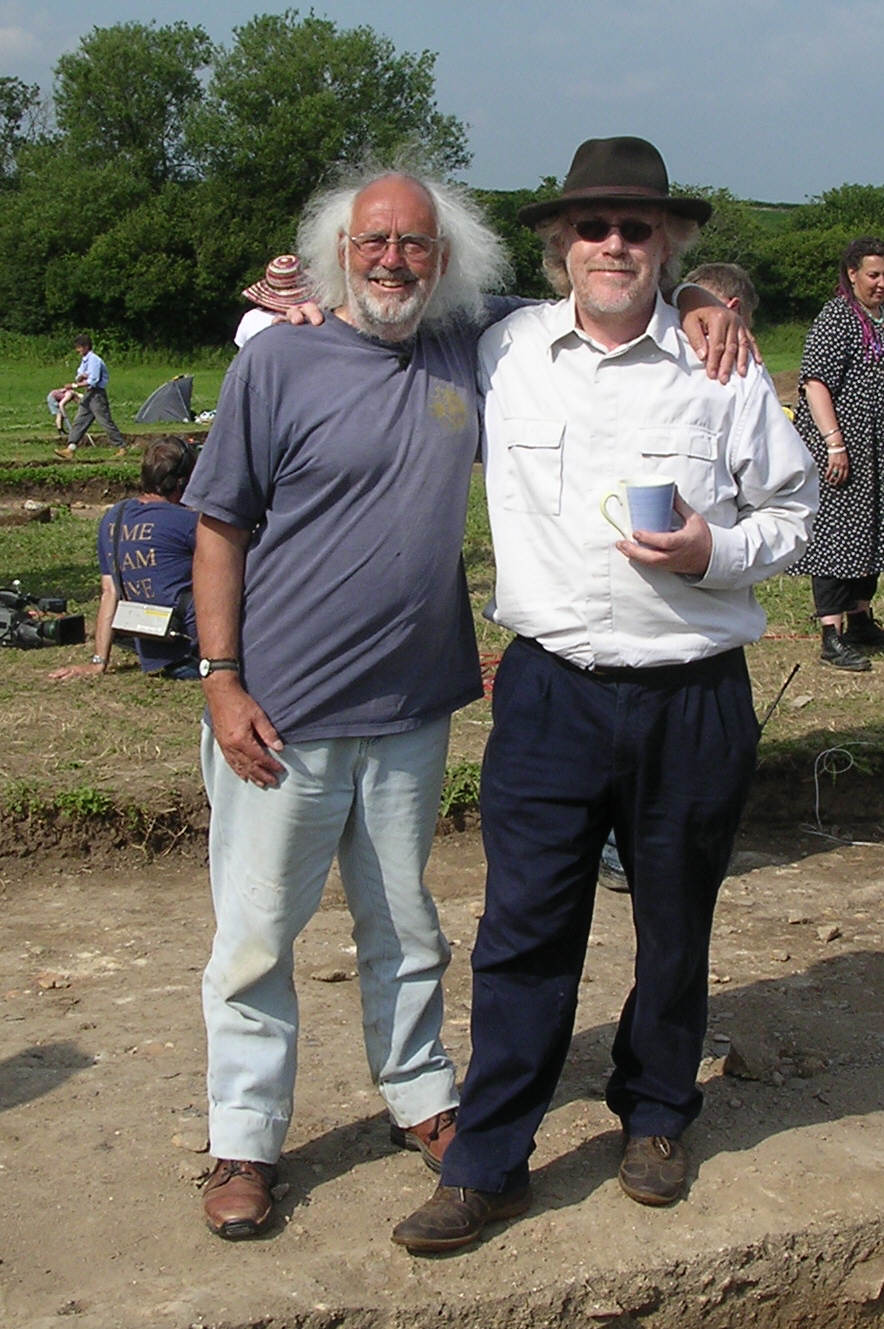
Mick Aston cu Tim Taylor în 2005.

Echipa este suplimentată cu experți adecvați perioadei corespunzătoare sitului si tipului acestuia. Guy de la Bédoyère a fost adesea prezent în cadrul săpăturilor aferente Imperiului Roman cât și a celor legate de Al Doilea Razboi Mondial precum Debarcările din Normandia sau de avioane militare (de pildă Spitfire). Mick "the dig" Worthington, care a participat ca săpător în seriile inițiale, a reapărut ocazional ca dendrolog, iar Margaret Cox ajută adesea în arheologia judiciară. Printre alți specialiști care au apariții ocazionale se numără Bettany Hughes și David S. Neal, expert în mozaicuri romane, iar atunci când se impune sunt implicați și istoricii locali.
Echipa de dată recentă include printre membrii regulați pe arheologul Neil Holbrook, pe specialistul în numismatică romană Philippa Walton și pe istoricul Sam Newton.
Membri mai tineri ai Time Team care au avut sau au apariții regulate:
- Jenni Butterworth
- Raksha Dave[8]
- Rob Hedge
- Brigid Gallagher
- Cassie Newland
- Katie Hirst
- Alice Roberts
- Barney Sloane
- Faye Simpson
- Matt Williams
- Tracey Smith

## Producție
„Time Team” este licență a televiziunii Channel 4 și realizat în parteneriat între VideoText Communications Ltd și Picturehouse Television Co. Ltd (cu sediul în Londra). Wildfire Television a fost implicată în producția „The Big Roman Dig” (2005) și „The Big Royal Dig” (2006), creații ale aceluiași producător, Tim Taylor, și având ca producător asociat pe Tony Robinson.

## Situri

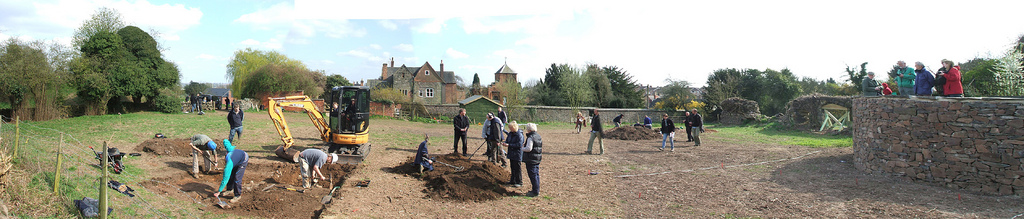
Time Team - săpături la Groby Castle și Old Hall în 2010.

Siturile pe care serialul le explorează și le expune pot fi sugerate de către proprietarii de terenuri, arheologii locali, academii, diverse grupuri, membri sau comunități care fac parte din publicul general și manifestă interes; ele includ orice perioadă cuprinsă între Paleolitic și Al Doilea Război Mondial, printre acestea numărându-se așezări din Epoca Bronzului, Epoca Fierului, vile romane și biserici medievale. Unele săpături arheologice au dus la descoperirea de situri de importanță națională.

## Accidentul din 2007
La 13 septembrie 2007, în timpul filmărilor la o reconstituire pentru un episod special din Time Team, o așchie dintr-o lance confecționată din lemn de balsa a trecut prin viziera coifului unuia dintre cascadorii participanți la filmări și i-a intrat în orbită. În vârstă de 54 de ani, Paul Anthony Allen, membru al unei societăți de reconstituiri istorice, a murit o săptămână mai târziu în spital. Postul de televiziune Channel 4 a declarat că episodul respectiv va fi difuzat, dar fără secvența tragicei reconstituiri. Episodul, dedicat lui Paul Anthony Allen, a fost transmis la 25 februarie 2008.

## Influență
Time Team a fost creditat pentru promovarea arheologiei în Marea Britanie. Într-un raport din 2008 dat publicității de English Heritage, un grup de lucru format din specialiști în studierea paleoliticului a recunoscut importanța acestui serial în „promovarea conștientizării publicului” din Regatul Unit cu privire la arheologia britanică și au argumentat faptul că emisiunea trebuie să fie încurajată.

## Anulare
S-a anunțat în 2012 că seria finală va fi difuzată în 2013. În 2008, spectacolul a atins pragul de 2,5 milioane de spectatori, dar numărul de audiențe a scăzut încet, cu doar 1,5 milioane vizionarea unui special numit „Ultima lansare a lui Brunel” în noiembrie 2011. Mick Aston a părăsit spectacolul, criticând schimbările din spectacol care duc la mai puțin material arheologic.
În octombrie 2013, Radio Times a publicat un interviu cu Tony Robinson în care acesta și-a declarat convingerea că Time Team încă mai avea viață în ea și a sugerat că, după o absență de trei sau patru ani, ar putea reveni. El și-a exprimat, de asemenea, sprijinul pentru campania Facebook organizată de fani pentru a reuni din nou echipa Time Team pentru a efectua o săpătură în memoria lui Aston, care a murit la 24 iunie 2013.